# Aldona Jawłowska
Aldona Maria Jawłowska-Konstanciak, także Jawłowska-Curlanis (ur. 8 grudnia 1934 w Warszawie, zm. 15 maja 2010 tamże) – polska socjolożka, profesor nauk humanistycznych w Instytucie Stosowanych Nauk Społecznych Uniwersytetu Warszawskiego. 

## Życiorys
Absolwentka Wydziału Psychologii i Pedagogiki Uniwersytetu Warszawskiego (1959), doktoryzowała się w 1968. Od 1976 była pracowniczką Instytutu Filozofii i Socjologii Polskiej Akademii Nauk. Była współpracowniczką Komitetu Obrony Robotników. W 1978 sygnowała deklarację założycielską Towarzystwa Kursów Naukowych, należała do jego rady programowej (1980–1981). Była członkinią redakcji niezależnego pisma „Puls”.
23 sierpnia 1980 roku dołączyła do apelu 64 uczonych, pisarzy i publicystów do władz komunistycznych o podjęcie dialogu ze strajkującymi robotnikami. Od września 1980 należała do „Solidarności” w IFiS PAN. W 1982 przez kilka miesięcy internowana w ośrodku w Gołdapi. W latach 1982–1990 była autorką pisma „Karta” i współpracowniczką wydawnictwa „Krąg”.
W 1987 została pracowniczką Instytutu Profilaktyki Społecznej i Resocjalizacji UW, a w 1990 Instytutu Stosowanych Nauk Społecznych UW. Członkini Komitetu Nauk o Kulturze PAN. Badaczka ruchów ekologicznych i percepcji Europy w polskim dyskursie publicznym. Przedstawicielka metod jakościowych w naukach społecznych. Pomysłodawczyni i redaktor naczelna czasopisma Societas/Communitas (2006–2010). Członkini Collegium Invisibile.
W 1988 została laureatką Nagrody „Miesięcznika Literackiego” za książkę "Więcej niż teatr" (Państwowy Instytut Wydawniczy). W 2001 została wyróżniona odznaką honorową „Zasłużony dla Kultury Polskiej”, a w maju 2007 odznaczona Krzyżem Oficerskim Orderu Odrodzenia Polski.
Pochowana na cmentarzu komunalnym Północnym w Warszawie.

## Publikacje
- Jawłowska, A. (1975) Drogi kontrkultury, Warszawa: PIW
- Jawłowska, A. (1981) Ruch konsumentów, Warszawa: Wiedza Powszechna, ISBN 83-214-0248-8
- Jawłowska, A. (1988) Więcej niż teatr, Warszawa: PIW, ISBN 83-06-01592-4